# Hussein Yasser
Hussein Yasser (en árabe: حسين ياسر محمدي عبد الرحمن‎; Doha, Catar, 9 de enero de 1984) es un exfutbolista de Catar que jugaba en las posiciones de centrocampista y extremo.

## Carrera

### Club
| Periodo   | Club                     |
| --------- | ------------------------ |
| 2000–2001 | Al-Khor SC               |
| 2001–2002 | Al-Rayyan SC             |
| 2002–2004 | Manchester United        |
| 2002–2004 | → Royal Antwerp (cedido) |
| 2004–2005 | AEL Limassol FC          |
| 2005      | Al Sadd SC               |
| 2005–2006 | Manchester City          |
| 2006–2007 | Al-Rayyan SC             |
| 2007–2008 | SC Braga                 |
| 2008      | → Boavista FC (cedido)   |
| 2008–2010 | Al-Ahly                  |
| 2010–2011 | Zamalek SC               |
| 2011–2013 | Lierse SK                |
| 2013–2016 | Al-Wakrah SC             |
| 2017–2018 | Wadi Degla SC            |

### Selección nacional
Jugó para Catar en 69 ocasiones de 2001 a 2011 y anotó 20 goles; ganó la medalla de oro en los Juegos Asiáticos de 2006 y participó en dos ediciones de la Copa Asiática.

## Logros

### Club
- Copa de Catar: 2000-01
- Primera División de Egipto: 2008-09, 2009-10
- Supercopa de la CAF: 2009

### Selección nacional
- Juegos Asiáticos: 2006